# Denis Gurdzhi
Denis Gurdzhi (* 25. Januar 2003 in Köln) ist ein deutscher Eiskunstläufer, der im Einzellauf antritt. Er ist der Deutsche Meister des Jahres 2021.

## Persönliches
Gurdzhis acht Jahre ältere Schwester Juliana ist ebenfalls Eiskunstläuferin und vertrat Deutschland im Paarlauf bei den Juniorenweltmeisterschaften 2010.

## Sportliche Karriere
Gurdzhi begann 2005 mit dem Eiskunstlauf. Er trainierte TSC Eintracht Dortmund bei Julia Gnilozubova. Zur Saison 2021/22 wechselte er zum EC Oberstdorf. Er trainierte in den folgenden Jahren bei Lorenzo Magri, und Angelina Turenko, Alisa Mikonsaari und Eva Martinek in Oberstdorf und Tramin in Südtirol. In der Saison 2023/24 trainiert er in Mailand, seine Haupttrainerinnen sind Mikonsaari und Turenko, die auch seine Choreografin ist. Für frühere Choreografien arbeitete Gurdzhi mit Adam Solya und Massimo Scali zusammen.
Gurdzhi nahm viermal am Junior Grand Prix teil. 2020 trat er bei den Juniorenweltmeisterschaften an. Er erreichte dort den 20. Platz. Im selben Jahr trat er erstmals bei den Deutsche Meisterschaften in der Meisterklasse an und wurde Fünfter. Im folgenden Jahr wurde er Deutscher Meister. Nachdem er 2022 nicht teilgenommen hatte und auch 2023 seine Teilnahme zurückziehen musste, trat er zu den Deutschen Meisterschaften 2024 wieder an und gewann die Bronzemedaille hinter Kai Jagoda und Nikita Starostin.

## Ergebnisse
| Meisterschaft / Saison        | 2016/17 | 2017/18 | 2018/19 | 2019/20 | 2020/21 | 2021/22 | 2022/23 | 2023/24 |
| ----------------------------- | ------- | ------- | ------- | ------- | ------- | ------- | ------- | ------- |
| Deutsche Meisterschaften      |         |         |         | 5.      | 1.      |         | Z       | 3.      |
| Challenger-Serie / Saison     |         |         |         | 2019/20 | 2020/21 | 2021/22 | 2022/23 | 2023/24 |
| Warsaw Cup                    |         |         |         |         |         |         | 24.     | Z       |
| Finlandia Trophy              |         |         |         |         |         |         |         | 16.     |
| Nepela Memorial               |         |         |         |         |         |         |         | 16.     |
| Golden Spin of Zagreb         |         |         |         |         |         |         | 13.     |         |
| Juniorenwettbewerb / Saison   |         |         |         |         |         |         |         |         |
| Juniorenweltmeisterschaften   |         |         |         | 20.     |         |         |         |         |
| Junior Grand Prix Frankreich  |         |         |         | 8.      |         |         |         |         |
| Junior Grand Prix Deutschland | 20.     |         |         |         |         |         |         |         |
| Junior Grand Prix Polen       |         | 21.     |         |         |         |         |         |         |
| Junior Grand Prix Slovakei    |         |         | 13.     |         |         |         |         |         |
| Z = Teilnahme zurückgezogen   |         |         |         |         |         |         |         |         |